# Klasztor Bazylianów w Kętrzynie
Klasztor bazylianów w Kętrzynie – jeden z czterech klasztorów Zakonu Bazylianów Świętego Jozafata na terytorium Polski.
Klasztor został założony 12 sierpnia 1990 po zakupie przez bazylianów domu w Kętrzynie i zaadaptowaniu go na cele zakonne. Obecnie dom zakonny zapewnia obsługę dwóch  parafii greckokatolickich dekanatu węgorzewskiego: w Kętrzynie oraz Asunach. Uroczyste poświęcenie klasztoru miało miejsce 27 sierpnia 1991. W budynku urządzono kaplicę, w której odbywają się nabożeństwa greckokatolickie dostępne również dla wiernych świeckich.
W 2010 w klasztorze przebywało dwóch zakonników.